# Victor Feguer
Victor Feguer (1935 – Fort Madison, 15 marzo 1963) è stato un criminale statunitense, noto per essere stato l'ultimo condannato a morte federale in America prima della moratoria che durò fino al 1976.

## Biografia
Vagabondo originario del Michigan, nell'estate del 1960 si trasferì nello Iowa affittando una camera in un convitto. Poco dopo il suo arrivo, iniziò a chiamare i medici presenti nell'elenco telefonico fin quando non trovò il dottor Edward Bartels. Al dottore, Feguer rivelò che una donna aveva bisogno di cure ma quando il medico giunse nell'Illinois Feguer lo uccise. Il cadavere venne ritrovato in un campo di grano, con il segno di un singolo colpo di pistola alla testa; pochi giorni più tardi, Feguer fu arrestato a Montgomery (nell'Alabama) dopo aver tentato di vendere l'automobile di Bartels.
Le autorità lo accusarono di omicidio, sospettando che Feguer volesse avere libero accesso ai farmaci del medico; avendo trasportato il corpo attraverso più stati, gli furono mosse accuse di carattere federale. In sua difesa, Feguer dichiarò che un tossicodipendente di Chicago (da lui conosciuto a Dubuque, nello Iowa) aveva assassinato il dottore per poi gettarne il cadavere nel fiume Mississippi: le autorità non trovarono alcuna prova del fatto che tale persona fosse mai esistita.
Il tribunale federale lo condannò a morte per impiccagione, respingendo inoltre il suo ricorso: a quel punto, solamente John Fitzgerald Kennedy (all'epoca presidente americano) avrebbe potuto commutare la sentenza. Harold Hughes, governatore dello Iowa e contrario alla pena capitale, contattò Kennedy insieme all'avvocato di Feguer per chiedere la grazia: il presidente negò la clemenza per via della brutalità del crimine.

## L'esecuzione
Trattenuto a Leavenworth, nel Kansas, il 5 marzo 1963 fu trasferito a Fort Madison (Iowa) poiché la prigione locale non era attrezzata per le esecuzioni capitali. Feguer trascorse in silenzio i 10 giorni che lo separarono dall'esecuzione, tanto da spingere le guardie a definirlo un "prigioniero modello".
Il 14 marzo, consumò il suo ultimo pasto mangiando soltanto un'oliva con il nocciolo. Trascorsa la notte in veglia con un prete cattolico, fu impiccato all'alba del 15 marzo. Nelle tasche del vestito, fu trovato il nocciolo dell'oliva.

## Conseguenze
Feguer rimane l'ultima persona ad essere stata giustiziata nello Iowa, stato che ha definitivamente abolito la pena di morte nel 2017.